# Thomas Specht
Thomas Specht (* 29. Januar 1847 in Türkheim; † 17. November 1918 in München) war ein deutscher römisch-katholischer Priester.

## Leben
Er besuchte die Gymnasien in Augsburg (1861–1863) und Dillingen an der Donau. Er studierte anschließend am Lyceum in Dillingen Philosophie und Theologie (1869–1873). Nach der Priesterweihe 1873 studierte er an der Universität München und promovierte dort 1875 zum Dr. theol. Er war dann Seelsorger im Bistum Augsburg. 1887 wurde er zum Professor für Dogmatik und Apologetik am Lyceum in Dillingen ernannt. Diesen Lehrstuhl (seit 1897 Ordinarius) hatte er bis zu seiner Emeritierung (1915) inne.

## Schriften (Auswahl)
- Die Wirkungen des eucharistischen Opfers. Historisch - dogmatische Abhandlung. Augsburg 1876.
- Die Lehre von der Kirche nach dem h. Augustin. Paderborn 1892.
- Lehrbuch der Dogmatik. Band 1. Regensburg 1907, OCLC 1070648671.
- Geschichte der ehemaligen Universität Dillingen (1549–1804) und der mit ihr verbundenen Lehr- und Erziehungsanstalten. Freiburg im Breisgau 1902, OCLC 74923301.